# Maledictus eris
maledictus eris (Forbandet skal du være) er det danske folk metal band Svartsots tredje studiealbum. Albummet omhandler 1300-tallets Danmark hvor pesten hærger. 
Cover-art er lavet af Gyula Havancsák, som også lavede cover-art til Mulmets viser.

## Trackliste
1. "Staden…"
2. "Gud giv det varer ved!"
3. "Dødedansen"
4. "Farsoten kom"
5. "Holdt ned af en Tjørn"
6. "Den forgængelige Tro"
7. "Om jeg lever kveg"
8. "Kunsten at dø"
9. "Den nidske Gud"
10. "Spigrene"
11. "Og Landet ligger så øde hen"